# Nour El-Sayed
Nour El-Sayed (tiếng Ả Rập: نـور السـيد; sinh ngày 9 tháng 1 năm 1984) là một cầu thủ bóng đá người Ai Cập, thi đấu cho câu lạc bộ Ai Cập Al Ittihad và đội tuyển quốc gia Ai Cập ở vị trí tiền vệ.

## Danh hiệu
Zamalek SC
- Cúp bóng đá Ai Cập (2): 2013, 2014